# Левобережный (Вологодская область)
Левобережный — посёлок в Никольском районе Вологодской области.
Входит в состав Краснополянского сельского поселения (с 1 января 2006 года по 1 апреля 2013 года входил в Осиновское сельское поселение), с точки зрения административно-территориального деления — в Осиновский сельсовет.
Расстояние до районного центра Никольска по автодороге — 11,5 км. Ближайшие населённые пункты — Подосиновец, Осиново, Кузнечиха.

## История
В 1966 г. указом президиума ВС РСФСР поселок Югского лесопункта переименован в Левобережный.

## Население
| 2010 |
| ---- |
| 262  |